# Bernardo Fernandes da Silva
Bernardo Fernandes da Silva (São Paulo, 20 de abril de 1965) é um ex-futebolista brasileiro que atuava como volante.

## Carreira
Iniciou no dente-de-leite da Francana e, após se destacar nos juniores, foi levado ao Marília em 1983.
Foi promovido ao time principal em 1985, e no torneio estadual o time acabou rebaixado.
Em fevereiro de 1986, em troca de 750 mil cruzados, se transferiu para o São Paulo. No Tricolor, Bernardo veio a fazer parte de um dos momentos mais prolíficos do clube: o da formação dos "Menudos do Morumbi", que, sob o comando de Cilinho, aliou revelações como Müller, Silas e Sidney a estrelas de Seleção Brasileira, tais quais Gilmar e Careca, e que rendeu ao São Paulo um Campeonato Brasileiro, em 1986, e um Paulistão, em 1987.
Em 1989, em um time já reformulado, com Mário Tilico e Ricardo Rocha, o volante levantaria seu último troféu de âmbito estadual pelo clube.
No segundo semestre de 1989 foi deixado de lado e em março de 1990 foi emprestado ao Internacional por 40 mil dólares.
Em 1991, agora com Telê Santana no comando técnico são-paulino, Bernardo conquistaria o Campeonato Brasileiro e se despediria do Brasil rumo ao Bayern de Munique, da Alemanha.
No primeiro semestre de 1992, foi emprestado ao Santos.
Da Europa, depois de ter curta passagem pelo Vasco, em 1993, voltou ao seu país para atuar pelo Corinthians, em 1995, onde ganharia seu último título importante: a Copa do Brasil daquele ano, sobre o Grêmio.
Ainda passaria pelo japonês Cerezo Osaka, em 1996, e pelo Atlético Paranaense, em 1997, onde encerrou sua carreira.

## Títulos
São Paulo
- Campeonato Paulista: 1987 e 1989 e 1991[21]

- Campeonato Brasileiro: 1986 e 1991

Corinthians
- Campeonato Paulista: 1995[22]

- Copa do Brasil: 1995

- Troféu Ramón de Carranza: 1996

### Individuais
- Bola de Prata: 1986

## Vida familiar
Bernardo é pai do também futebolista Bernardo Júnior.